# Línea de alta velocidad Madrid-Zaragoza-Barcelona-Frontera francesa
La línea de alta velocidad Madrid-Zaragoza-Barcelona-Frontera francesa es una línea ferroviaria de España, perteneciente a la Red de Interés General gestionada por la empresa pública estatal Adif, y a la Red Transeuropea de Ferrocarril de Alta Velocidad gestionada por la Agencia Ferroviaria Europea (ERA). 
Siguiendo la catalogación de Adif, es la línea «050».
La infraestructura está diseñada para una velocidad de 350 km/h, si bien actualmente la velocidad comercial máxima alcanzada por los trenes es de 300 km/h (fue 310 km/h desde 2011 hasta 2016 en una sección de 60 km entre Guadalajara y Calatayud) lo cual permite la conexión por AVE entre las ciudades de Madrid y Barcelona en un tiempo de dos horas y media. La línea tiene una longitud total de 804 km. Comienza en la estación de Madrid-Puerta de Atocha-Almudena Grandes y finaliza tras la estación de Figueras-Vilafant donde tiene continuidad con una sección transeuropea hasta Perpiñán que conecta las redes ferroviarias de España y Francia. La línea se adentra en las ciudades de Barcelona, con las estaciones de Barcelona-Sants y Barcelona-La Sagrera (actualmente en construcción) y Gerona. Además, tiene dos variantes que permiten saliendo de la línea acceder a las estaciones de Zaragoza-Delicias y Lérida-Pirineos y dispone de estaciones en plena línea en Guadalajara, Calatayud y Campo de Tarragona.
Además de los servicios internos de la línea (AVE para los de larga distancia y Avant para los de media distancia), existen cambiadores de ancho en el entorno de Zaragoza que permiten salir de la línea, además de un ramal en ancho internacional que finaliza en Huesca. Mediante cambio de ancho en Zaragoza utilizan esta línea los trenes entre Madrid y Navarra y La Rioja, y entre Barcelona y el norte de España. Además, una conexión con la LAV Madrid-Sevilla permite conexiones Cataluña-Andalucía sin entrar en Madrid.
La línea fue inaugurada en varios tramos, comenzando desde Madrid. En octubre de 2003 se abrió hasta Lérida, en diciembre de 2006 se llegó hasta Tarragona, en febrero de 2008 hasta Barcelona, y en enero de 2013 se completó la línea alcanzando Figueras y la frontera francesa.
El coste de construir los 621 km de línea entre Madrid y Barcelona ascendió a 8966 millones de euros (14,4 millones por kilómetro, un coste aun así muy inferior al promedio europeo e internacional), cantidad que supuso un 31,4 % más de lo presupuestado inicialmente, según el informe del Tribunal de Cuentas. Por su parte, los 131 kilómetros de línea entre Barcelona y Figueras —sin incluir las obras en las estaciones de Barcelona-Sants, Gerona y Figueras— tuvieron un coste de unos 3700 millones de euros. En total, la línea tuvo un coste de 13 618 millones de euros, un 59 % más de los 8578 millones de euros presupuestados inicialmente.
Todo el corredor está incluido en la Red Transeuropea de Transporte, y en ese concepto recibió subvenciones de la Unión Europea por un importe total para la línea Madrid-Barcelona-Figueras de 3439 millones de euros, alrededor de un 25 % de su coste definitivo.

## Historia

### Madrid-Barcelona-Figueras
En los años 1980, era evidente la necesidad de mejorar las comunicaciones ferroviarias entre Madrid y Barcelona, en gran parte basadas en líneas de vía única, y que daban servicio a más de un cuarto de la población española. La línea seguía esencialmente el trazado original del siglo XIX y los mejores tiempos eran de 6:30 h entre Madrid y Barcelona. Las aperturas de las autovías y el gran desarrollo del Puente Aéreo quitaban competitividad al enlace ferroviario diurno.
Los primeros planes concretos hacia una mejora importante de la línea entre Madrid y Barcelona son de abril de 1987 cuando se aprueba el Plan de Transporte Ferroviario de 1987 (PTF). En ese momento no se habla aún de una LAV a 300 km/h o más sino de duplicar la vía en todo el trayecto y hacer algunas variantes, en concreto las siguientes actuaciones:
- Cuadruplicación de vía en el Corredor del Henares: se llevó a cabo entre la estación de San Fernando y la estación de Alcalá de Henares.
- Duplicación de vía desde Baides hasta Calatayud.
- Variante de Yunquera de Henares: ya se mencionó la posibilidad de llegar a 300 km/h.
- Gran variante Calatayud-Ricla.
- Circunvalación de Zaragoza.
- Gran variante Zaragoza-Lérida.

El 21 de octubre de 1988, el Consejo de Ministros formuló una petición a Renfe para que estudiara la ampliación hasta Barcelona de la línea de alta velocidad Madrid-Sevilla, en inicio de construcción, con carácter inmediato. 
El 9 de diciembre de 1988 se tomó la determinación de que tanto la línea de Sevilla (NAFA) como la de Barcelona se hicieran en ancho internacional o UIC (1435 mm). Esta decisión se enmarcaba en el proyecto, luego revertido, de cambiar a ancho internacional toda la red de RENFE.
La determinación de hacerla en ancho UIC y con parámetros de alta velocidad fue un vuelco para los estudios que ya se venían haciendo en relación con la línea de Madrid a Barcelona. La doble vía que originariamente llegaba hasta Baides (Guadalajara) había sido extendida hasta Calatayud, ya se habían iniciado las obras entre Calatayud y Ricla y estaban por iniciarse entre Zaragoza y Lérida. En ambos casos se llegó parcialmente a modificar el gálibo de algunos túneles, pero no el de Paracuellos de la Ribera (4672 m de longitud y 75 m²) que ya se había comenzado a perforar.
A partir de esta decisión de 1988, se comenzó a trabajar en una línea de alta velocidad para Barcelona, en la que se insertarían los tres tramos ya diseñados o en obras: variante de Calatayud, circunvalación de Zaragoza y variante entre Zaragoza y Lérida, para producir un estudio informativo con diversas variantes, una de las cuales es el trazado actual (excepto la entrada a Barcelona) del que ya se solicitó la declaración de impacto ambiental en 1994. 
En 1993, época de recesión económica y de fuerte restricción de la inversión ferroviaria, desde el Ministerio de Fomento se reconocía que esta línea tendría «un ritmo constructivo muy distinto del de la LAV Madrid-Sevilla». De hecho, en 1993 se preparaban los proyectos constructivos para poder iniciar los trabajos en la variante de Calatayud-Ricla, que debía solucionar el estrangulamiento del último tramo de vía única entre Madrid y Zaragoza, y la gran variante entre Zaragoza y Lérida. En ambos casos se pensaba seguir el mismo esquema que para el Corredor Mediterráneo: ancho ibérico con traviesas polivalentes y parámetros de alta velocidad (en el caso de Zaragoza-Lérida para 350 km/h).
Los trabajos entre Calatayud y Ricla y entre Zaragoza y Lérida fueron aprobados por el Consejo de Ministros en 1995 y se iniciaron en 1996. El 23 de mayo de 1997, el Gestor de Infraestructuras Ferroviarias recibió el encargo de la construcción de la línea completa y de seguir los trabajos iniciados. En 1988 se esperaba llegar a Barcelona en 2002 y a la frontera francesa en 2004.
Puesto que la inversión ferroviaria fue muy baja hasta 1999, la construcción de estas variantes, que hubieran hecho recortar en más de 1 h los tiempos de viaje entre Madrid y Barcelona, avanzó muy lentamente. A partir de los años 2000 el ritmo se aceleró. En febrero de 2000 se adjudicó la electrificación entre Madrid y Lérida y los tramos que se habían iniciado en 1996, en vez de insertarse en la red convencional en ancho ibérico (1668 mm), pasaron a formar parte directamente de los tramos de la LAV entre Madrid y Lérida que se inauguraron en octubre de 2003.
En marzo de 2008 ya se ha completado la línea hasta Barcelona, quedando pendiente la unión con la frontera francesa.

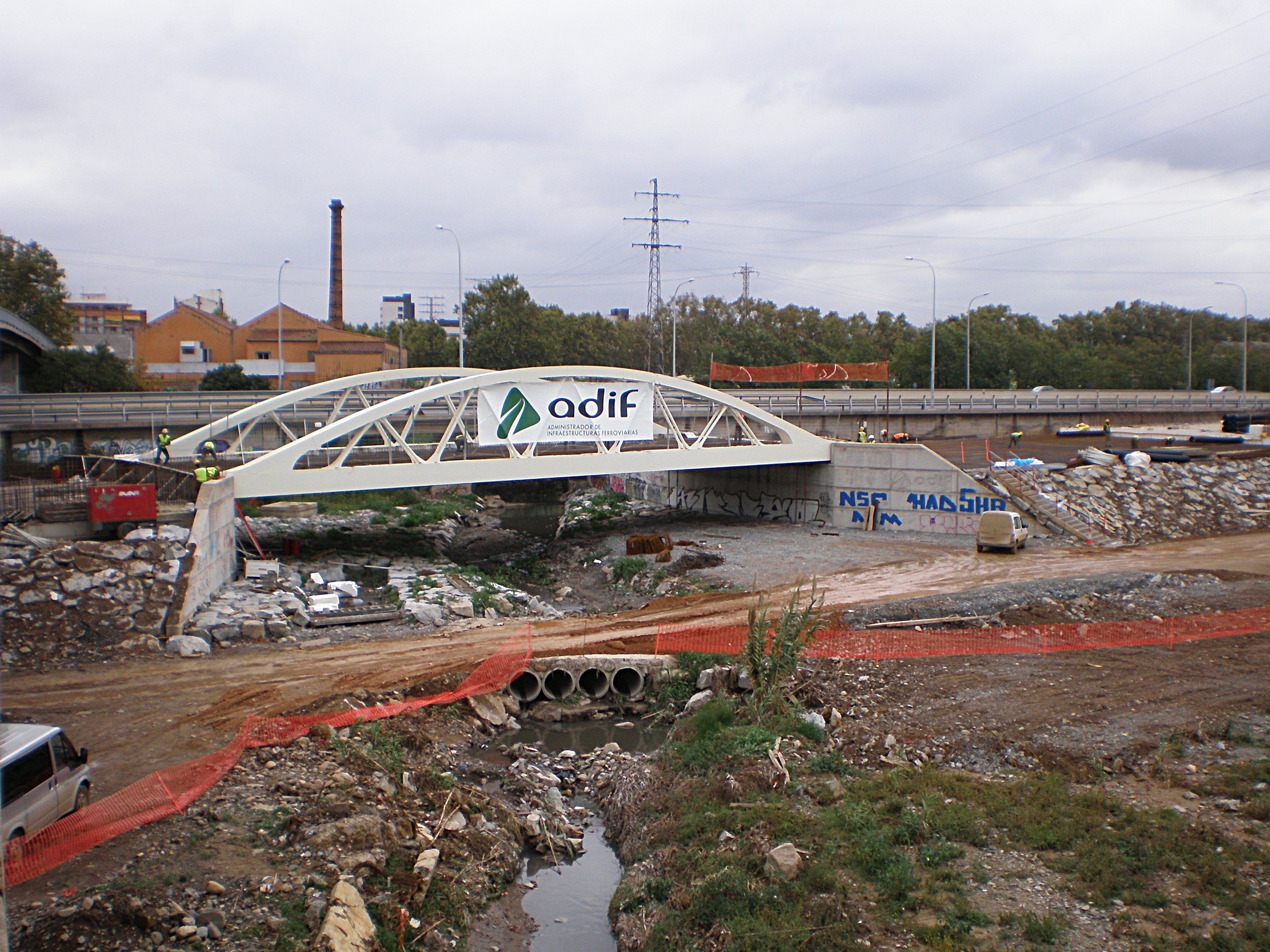
Construcción de la LAV mixta Barcelona-Figueras en el cauce del río Besós en Mollet del Vallès (2009)

La LAV mixta entre Barcelona y Figueras es uno de los subtramos de la LAV Madrid-Zaragoza-Barcelona-Frontera Francesa finalizados en enero de 2013 para tráfico mixto pasajeros-mercancías.

### Zaragoza-Huesca
Al tiempo que se construyó la línea entre Madrid y Lérida, se duplicó la vía entre Zaragoza y Tardienta circulando en paralelo una vía UIC y una vía de ancho ibérico hasta dicha estación. A partir de la misma hasta Huesca se renovó la vía instalando traviesas polivalentes y un tercer carril que permite circular por la misma vía trenes de ejes con ancho UIC o ibérico.

Así, tras la finalización de esta mejora, se creó una línea de altas prestaciones que permitió la circulación de un tren AVE diario entre Madrid y Huesca en 2:30 con parada en Guadalajara-Yebes, Calatayud, Zaragoza-Delicias, Tardienta y Huesca. Posteriormente se amplió la oferta a dos trenes diarios, uno de ellos semidirecto con parada solo en Zaragoza.

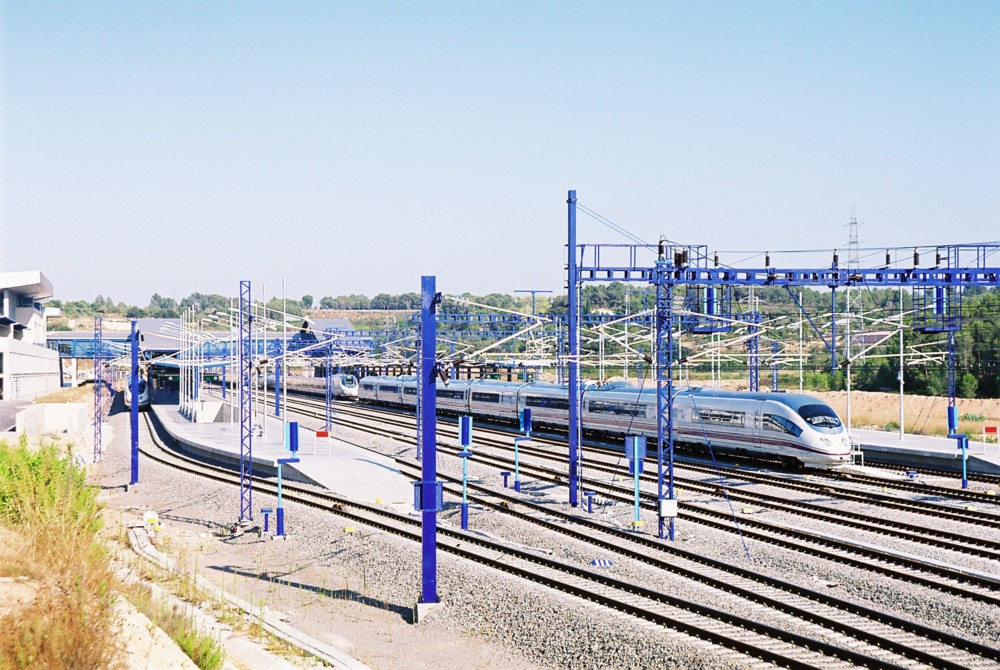
Estación de Campo de Tarragona.

Cabe destacar que este tramo no es una línea de alta velocidad, sino que es simplemente una vía compatible con los trenes de ancho UIC (ya que los trenes AVE utilizan ese ancho), de tal manera que permite el acceso directo de dichos trenes hasta la ciudad sin necesidad de disponer de rodadura desplazable; característica común en los trenes Alvia que tiene el inconveniente de permitir menores velocidades máximas de circulación.

### Figueras-Frontera Francesa
Además de unir las dos ciudades más grandes de España, la línea busca unir las redes ferroviarias de España y Francia mediante una línea mixta pasajeros-mercancías que une Barcelona y Perpiñán cruzando la frontera a través de un túnel que atraviesa los Pirineos en el paso fronterizo de La Junquera/Le Perthus.

## Trazado
La elección del trazado fue difícil, algo normal para una obra de esta envergadura. Tres fueron los tramos más complicados:
- Salida de Madrid: se replanteó numerosas veces la salida de Madrid, optándose al final por un recorrido paralelo al Nuevo Acceso Ferroviario a Andalucía en los primeros km y describiendo una enorme curva por el sur de Madrid paralela a la M-50.
- Lérida - Martorell: dos variantes principales estaban en discusión: por el norte vía La Bisbal del Panadés y más al sur por La Secuita-Perafort. Se elegiría la segunda opción para acercarse a Tarragona y facilitar la conexión con el Corredor Mediterráneo.
- Entrada a Barcelona: solo se llegaría un acuerdo en 2002-2003.

## Aspectos técnicos

### Madrid-Barcelona-Figueras

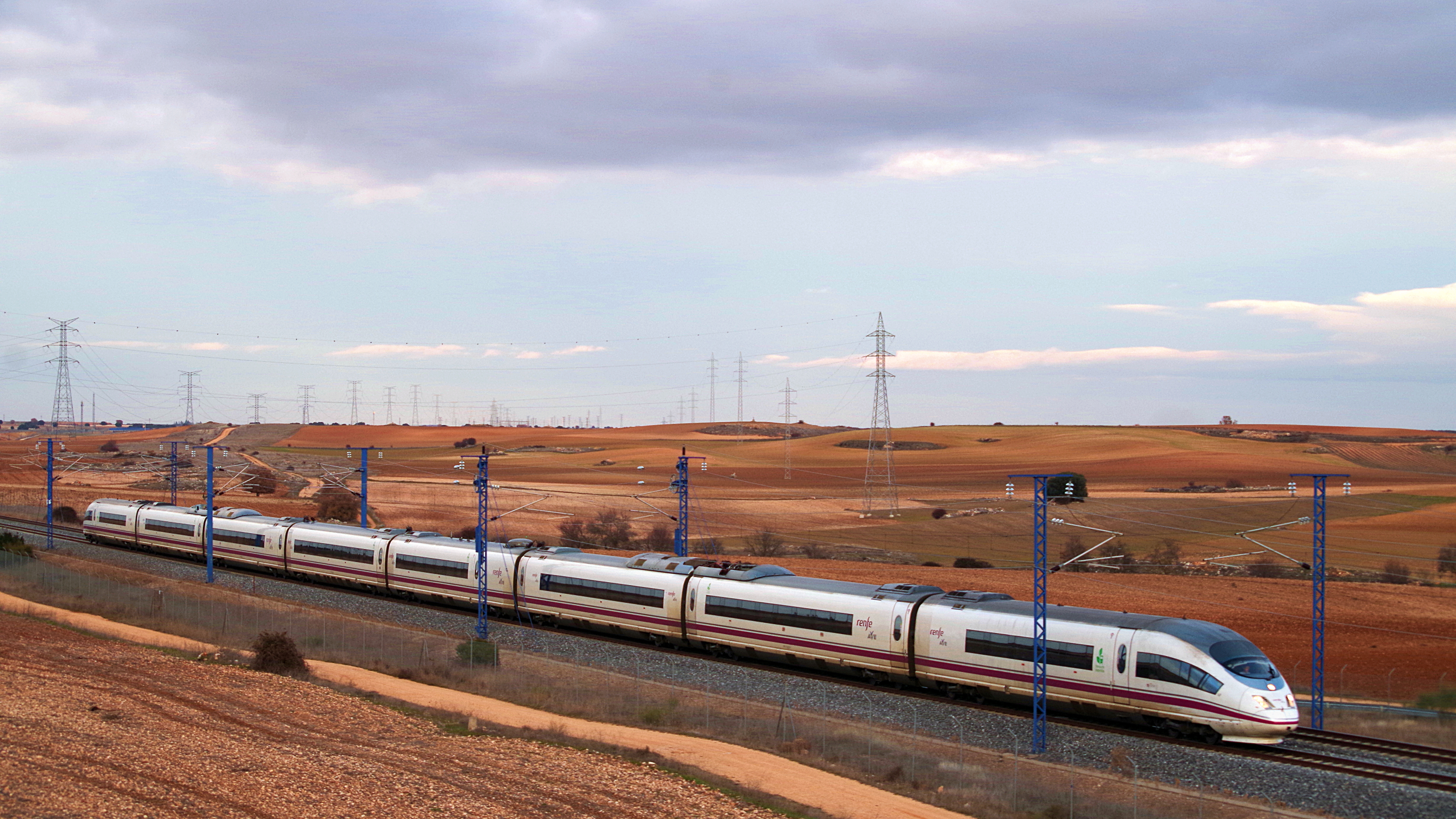
Tren de Renfe AVE de la serie 103 circulando por la provincia de Guadalajara

Salvo en el tramo mencionado antes entre Calatayud y Ricla, la línea estaba diseñada para una velocidad máxima sostenida de 350 km/h. Los radios mínimos para las curvas superan los 7000 m, la pendiente máxima admitida es de 25 milésimas, aunque en los tramos proyectados en la primera fase, cuando se pensaba en que fueran utilizados en ancho ibérico, las pendientes son menores. Así en el tramo Zaragoza – Lérida, no superan las 12,5 milésimas, excepcionalmente 18. También es el caso del tramo entre la estación de Campo de Tarragona y Castellbisbal, pues se había contemplado la posibilidad de tráfico mixto para dar servicio al puerto de Tarragona.
El tramo Madrid-Lérida (442 km) es el primero de una LAV en el cual se ha aplicado comercialmente ERTMS, permitiendo la circulación a un máximo de 250 km/h desde el 19 de mayo de 2006, a 280 km/h desde el 16 de octubre de 2006 y a 300 km/h desde el 7 de mayo de 2007. También fue el primero en el cual se instaló ETCS nivel 2 permitiendo una velocidad máxima de 310 km/h desde el 11 de diciembre de 2011 hasta el 17 de agosto de 2016, cuando la velocidad máxima se redujo de nuevo a 300 km/h.
Las pruebas realizadas por ADIF habían puesto de manifiesto que, a velocidades superiores a los 300 km/h, el aire que mueve los trenes en los bajos provoca el levantamiento de piedras del balasto, golpeando los trenes y provocando destrozos de diversa consideración (la alta velocidad española sigue el modelo francés, de colocar los rieles sobre un lecho de piedras conocido como balasto, en lugar de disponer las vías sobre placas de hormigón, como se hace para las líneas de alta velocidad en Alemania). El inconveniente principal de la vía en placa está en su elevado coste de construcción.

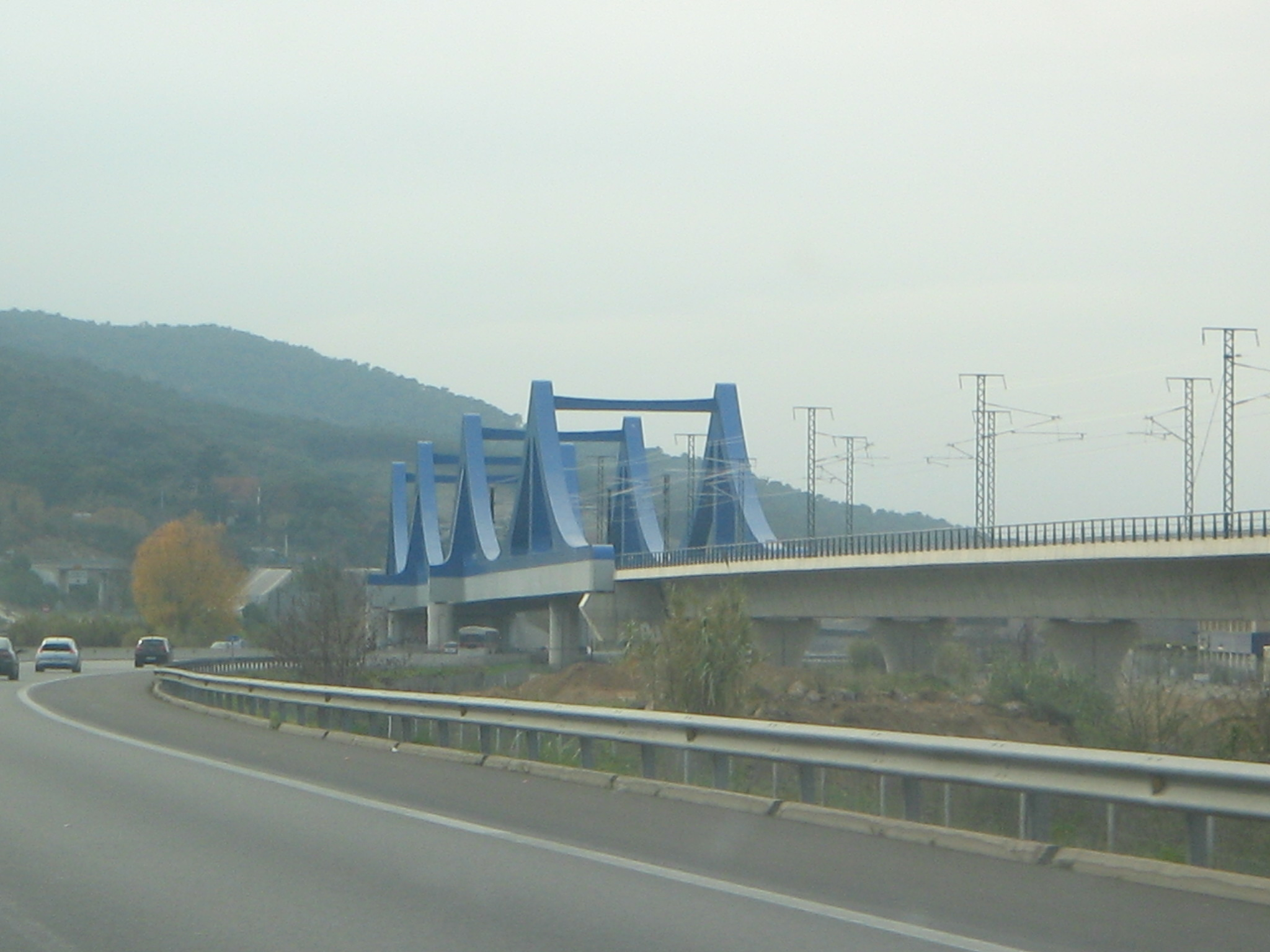
Puente atravesando la AP-7

El sistema de control de toda la línea está constituido por un subsistema de enclavamiento electrónico SEI, completado por un subsistema de control ATP (Automatic Train Protection) - ETCS nivel 1, que permite la circulación de trenes a 300 km/h con un intervalo de 5 minutos 30 segundos, y el subsistema de protección puntual compatible ASFA a 200 km/h e intervalo de 8 minutos, con el que se inauguró la línea. El tramo Madrid-Lérida (entre los kilómetros 7,503 y 449,205) tiene, además, ETCS nivel 2, que debe cumplir las especificaciones para 350 km/h e intervalos de 2 minutos 30 segundos entre trenes.

### Figueras-Perpiñán
Al ser una línea de tráfico mixto son ligeramente diferentes a las de los tramos exclusivos de viajeros:
- Nueva línea de alta velocidad de doble vía entre Figueras y Le Soler (cerca de Perpiñán) de 44,4 km de longitud, 19,8 km en España y 24,6 km en Francia.
- El diseño del trazado tiene parámetros para una velocidad máxima de circulación de 290 km/h y una velocidad mínima de circulación (mercancías) de 120 km/h.
- Dentro del trazado como obra singular destaca el túnel de El Pertús (Le Perthus, en francés) de 8350 m de longitud. Se trata de la construcción de dos tubos paralelos (uno para cada vía) con una sección interna de 8,5 m de diámetro. Se consigue así, una sección libre de 50 m². Además, se disponen 41 galerías de seguridad entre ambos tubos, separadas cada 200 m, y 4 galerías destinadas a equipamientos, espaciadas a 1600 m. Ambos túneles se construyeron partiendo de la boca española, mediante dos tuneladoras TBM doble escudo.
- Entre las actuaciones llevadas a cabo, destaca también la construcción de 9 viaductos: 5 de ellos en España (Llobregat I, Llobregat II, Gou, Ricardell y Muga) y 4 en Francia (Reart, A9, RN9 y Tech).

### Velocidades máximas autorizadas

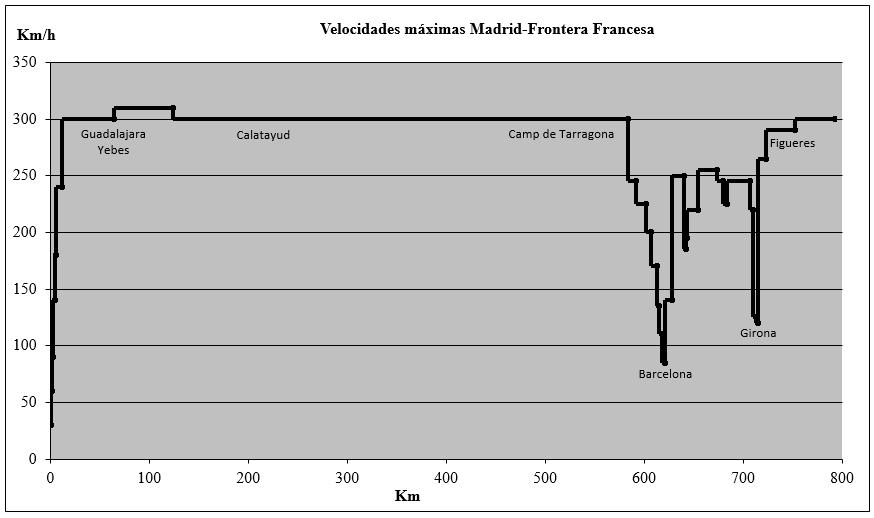
Cuadro de velocidades máximas de la línea.

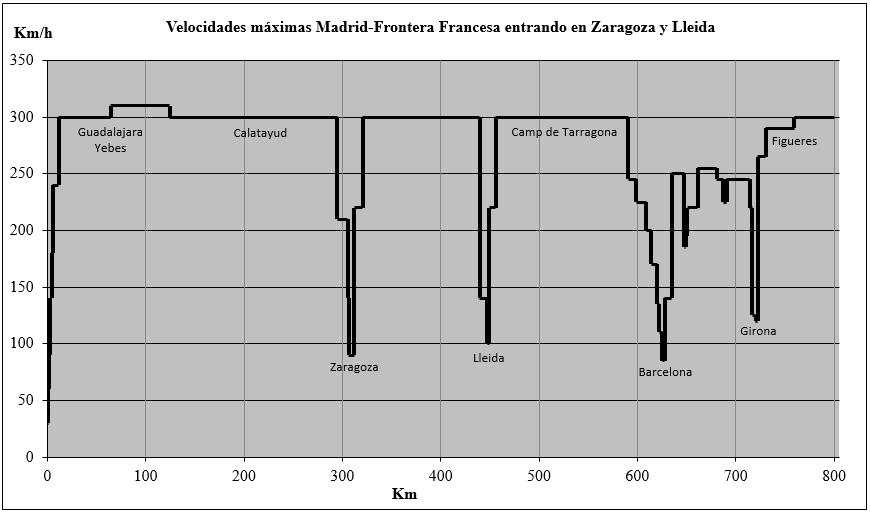
Velocidades máximas de la línea entrando en Zaragoza y Lérida.

## Cronología de la puesta en servicio

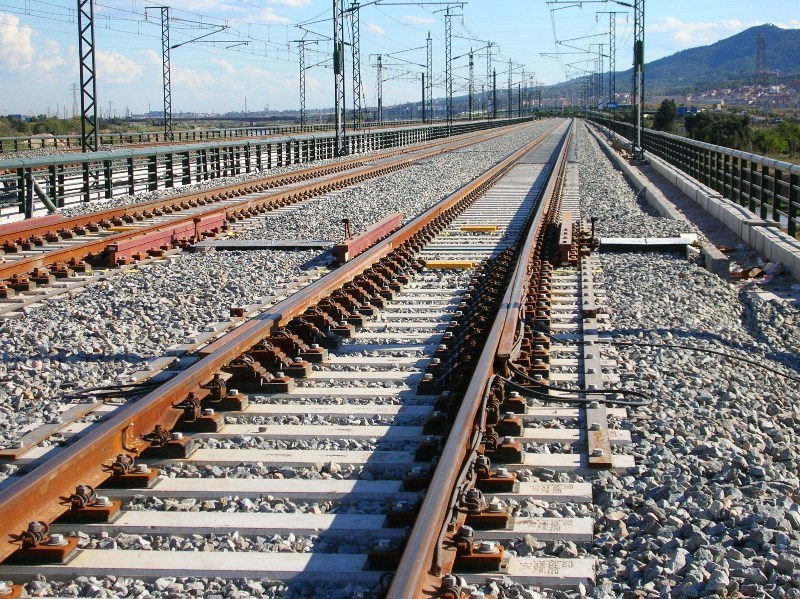
Junta de dilatación en el puente sobre el Llobregat entre El Papiol y Pallejá.

- Marzo de 2003: inauguración frustrada del tramo Madrid-Lérida a 200 km/h (con ASFA) que debía estar precedida de «viajes promocionales» a partir del 24 de febrero, y hasta el 7 de marzo.[28] Debido a múltiples problemas en la infraestructura, y ante la evidencia de que la línea no estaba a punto, solo se llegaron a realizar tres viajes promocionales y se suspendió la inauguración que el entonces Ministro de Obras Públicas había anunciado el 27 de enero de 2003 para «mediados de marzo». Se llegaron a publicar los horarios. La magnitud de los problemas fue tal que le retiraron a GIF las competencias sobre el tramo Madrid-Lérida y se encargó a RENFE la puesta a punto de la línea.[29] Curiosamente, el vicepresidente del Gobierno aseguraba los mismos días que la LAV llegaría a Barcelona en 2004, algo a todas luces imposible y cuando el mismo presidente del GIF había declarado que no ocurriría antes de 2006,[30] y que de hecho se retrasaría aún quince meses más.
- 10 de octubre de 2003: inauguración del tramo Madrid-Lérida. Circulan trenes Altaria y AVE S100 «prestados» de la LAV Madrid-Sevilla. La velocidad máxima era de 200 km/h, ya que se circulaba solo con ASFA200.
- 2004-2006: debido a graves problemas geotécnicos, los túneles de Camp Magre, Lilla y Puig Cabrer, situados en un tramo de 3 km en los términos municipales de Montblanch y La Riba (Tarragona), tienen que ser reforzardos mediante la construcción de contrabóvedas circulares y revestimientos de bóvedas con un costo de unos 70.6 M€. Ese tramo de línea no puede ser puesto en servicio hasta la estación de Campo de Tarragona a pesar de que el resto de la infraestructura hasta Barcelona está casi terminado.
- 17 de mayo de 2006: tras abrir las circunvalaciones o bypass de Zaragoza y Lérida y entrar en servicio el cambiador de ancho CAF de Puigvert de Lérida, situado unos kilómetros más allá de la estación de Lérida-Pirineos circula el primer servicio comercial Alvia (S120 de CAF) entre Madrid y Barcelona utilizando el cambiador de ancho mencionado.
- 19 de mayo de 2006: se incrementa la velocidad de los trenes AVE S102 «Pato» que ya se habían acabado de recibir a 250 km/h entre Madrid y Lérida al ponerse en servicio el ETCS nivel 1.
- 16 de octubre de 2006: se incrementa de nuevo la velocidad máxima permitida para los trenes AVE S102 «Pato» a 280 km/h entre Madrid y Lérida.
- 19 de diciembre de 2006: se inaugura el tramo entre el cambiador de ancho CAF de Puigverd de Lérida y el nuevo cambiador de ancho dual de Roda de Bará, incluyendo la nueva estación de Campo de Tarragona por el que se circula a 200 km/h.
- 7 de mayo de 2007: se incrementa la velocidad de los trenes AVE S102 «Pato» a 300 km/h entre Madrid y Campo de Tarragona, siempre con ETCS nivel 1.
- Octubre de 2007: el Ministerio de Fomento da como fecha de entrada en servicio el 22 de diciembre de dicho año (inauguración el 21 de diciembre) y empieza la campaña de publicidad correspondiente. Las obras llevan varios meses con un ritmo frenético y están acompañadas por múltiples incidentes que afectan gravemente la circulación de los trenes de cercanías de Barcelona.
- 26 de octubre de 2007: el desplazamiento de unos de los muros del túnel de la línea del Llobregat-Noya de FGC en el punto donde la línea de alta velocidad lo cruza en subterráneo, obliga a interrumpir indefinidamente la circulación de los trenes de FGC (línea Llobregat) y todos los de Renfe Operadora entre Sants y El Prat de Llobregat. En medio de un escándalo mayúsculo se organiza con relativo éxito el transporte diario gratuito en autobús de más de 100.000 pasajeros de Renfe. Los trenes de Larga Distancia finalizan en su mayoría en Tarragona o Campo de Tarragona. Los pasajeros de FGC deben trasbordar el Metro.
- 1 de diciembre de 2007: restablecimiento completo de la línea de Adif entre Sants y El Prat de Llobregat. Unos días antes se había repuesto el servicio parcialmente en vía única. La línea del Llobregat-Noya de FGC sigue interrumpida hasta el 2 de febrero de 2008.
- Finales de enero de 2008: línea terminada hasta Casa Antúnez y pruebas terminadas hasta San Juan Despí. Adif declara que desde mayo de 2007 «se han realizado más de 36.500 kilómetros de pruebas entre Campo de Tarragona y Casa Antúnez, durante las cuales se han alcanzado los 330 km/h. Actualmente, los trenes comerciales de Renfe ya realizan recorridos en pruebas hasta la estación de El Prat de Llobregat». Queda terminar el tramo de 4,3 km entre Hospitalet de Llobregat y Sants, ya muy avanzado.
- 4 de febrero de 2008: por primera vez un tren de Renfe Operadora con ancho UIC llega a Barcelona-Sants. Se trata del Talgo BT, tren laboratorio diésel con rodadura desplazable. Utiliza la vía 2, la única terminada.
- 7 de febrero de 2008: el tren laboratorio Séneca de Adif llega a Barcelona-Sants. Es la demostración de que la catenaria (aunque sólo de la vía 2) ha sido completada en los últimos 4,3 km de línea hasta Barcelona-Sants.
- 8 de febrero de 2008: entrada en Sants en pruebas del primer tren comercial: un AVE S103 «Velaro» que llegó a las 12:20 después de haber sido fotografiado a las 12:14 en El Prat de Llobregat.[31]
- 11 de febrero de 2008: señalización y electrificación de las dos vías a Sants en servicio. Se considera que la obra está terminada.
- 12 de febrero de 2008: la ministra de Fomento llega al Prat de Llobregat a las 16.40 de la tarde, donde no se ha permitido el acceso a los periodistas. Anuncia la puesta en servicio del tramo Campo de Tarragona - Barcelona-Sants para el 20 de febrero y el inicio de la venta de billetes el 14 de febrero. Confirma que no habrá inauguración oficial debido a los sucesos de octubre de 2007 y la cercanía a las elecciones generales del 9 de marzo de 2008.

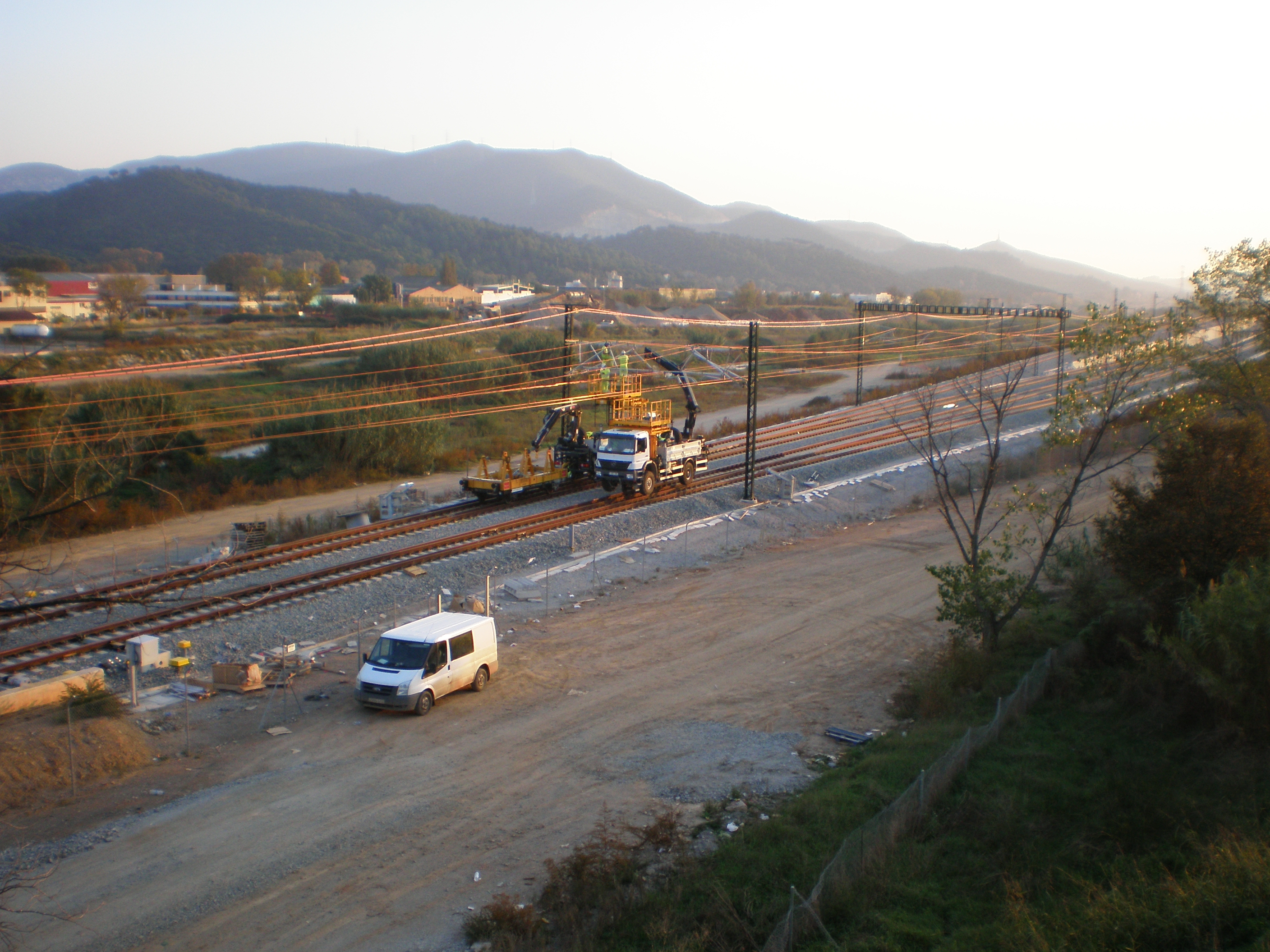
Trabajos de electrificación del tramo Barcelona Sants - Mollet del Vallès.

- Trabajos de electrificación del tramo Barcelona Sants - Mollet del Vallès.20 de febrero de 2008: puesta en servicio de 98 nuevos kilómetros de la LAV entre Campo de Tarragona y Barcelona con total normalidad, completando la primera fase de esta línea de alta velocidad. El servicio inicial incluye 17 trenes por sentido entre Madrid y Barcelona, de los cuales 8 en sentido Barcelona y 7 en sentido Madrid son directos y hacen el trayecto en 2 h 38 min. Queda por tanto pendiente de finalizar la obra y de abrir al servicio el tramo Barcelona-Perpiñán.[32]
- Diciembre de 2009: se finalizan con éxito las pruebas del sistema ERMTS 2 para velocidades de hasta 350 km/h en el tramo entre Madrid, Zaragoza y Lérida.
- 18 de diciembre de 2010: se inauguran los tramos Figueras - Figueras-Vilafant (ADIF) y Figueras - Soler (TP Ferro)
- 26 de julio de 2011: la tuneladora Barcino finalizó la perforación del túnel de alta velocidad Barcelona Sants-La Sagrera tras recorrer casi 5,1 kilómetros desde el pozo de ataque en dieciséis meses.[33]

- 26 de noviembre de 2012: electrificación del tramo de la LAV comprendido entre la estación de Barcelona Sants y Mollet del Vallès.
- Finales de octubre de 2012: Renfe operadora y Adif inician las pruebas del material rodante (serie 103) en la LAV y de validación técnica de la estructura y superestructura respectivamente, entre Barcelona y Figueras.
- 8 de enero de 2013: se inaugura el viaje entre Barcelona, Gerona y Figueras.

## Servicios
| Tren                     | <<                      | >>                     | Paradas intermedias | Material       | Observaciones                         |
| ------------------------ | ----------------------- | ---------------------- | --- | -------------- | ------------------------------------- |
| TGV                      | Barcelona-Sants         | París-Gare de Lyon     | Gerona • Figueras • Perpiñán • Narbona • Beziers • Montpellier Saint-Roch • Nîmes • Valence TGV | TGV Euroduplex | 6:25 h                                |
| AVE-TGV                  | Barcelona-Sants         | Lyon-Part Dieu         | Gerona • Figueras • Perpiñán • Narbona • Beziers • Montpellier Saint-Roch • Nimes | S100           | 4:53 h                                |
| TGV                      | Barcelona-Sants         | Toulouse-Matabiau      | Gerona • Figueras • Perpiñán • Carcasona | TGV Euroduplex | 3:11h Solo circula de abril a octubre |
| AVE-TGV                  | Madrid-Puerta de Atocha | Marsella-Saint Charles | Barcelona • Gerona • Figueras • Perpiñán • Narbona • Beziers • Montpellier Saint-Roch • Nimes • Aviñón TGV • Aix-en-Provence TGV | S100           | 7:00h                                 |
| AVE                      | Madrid-Puerta de Atocha | Barcelona-Sants        | Guadalajara-Yebes • Zaragoza-Delicias • Lérida Pirineos • Campo de Tarragona | S103           | 3:10 h                                |
| AVE                      | Madrid-Puerta de Atocha | Barcelona-Sants        | Calatayud • Zaragoza-Delicias • Lérida Pirineos • Campo de Tarragona | S103           | 3:10 h                                |
| AVE                      | Madrid-Puerta de Atocha | Barcelona-Sants        | Calatayud • Zaragoza-Delicias • Campo de Tarragona | S100, S103     | 2:50 h                                |
| AVE                      | Madrid-Puerta de Atocha | Barcelona-Sants        | Zaragoza-Delicias | S103           | 2:45 h                                |
| AVE                      | Madrid-Puerta de Atocha | Barcelona-Sants        | sin paradas | S103, S112     | 2:30 h                                |
| AVE                      | Madrid-Puerta de Atocha | Zaragoza-Delicias      | sin paradas | S103, S100     | 1:20 h                                |
| AVE                      | Madrid-Puerta de Atocha | Huesca                 | Guadalajara-Yebes • Calatayud • Zaragoza-Delicias • Tardienta | S102           | 2:15 h                                |
| AVE                      | Madrid-Puerta de Atocha | Huesca                 | Zaragoza-Delicias | S102           | 2:05 h                                |
| AVE                      | Barcelona-Sants         | Sevilla-Santa Justa    | Campo de Tarragona • Lérida Pirineos • Zaragoza-Delicias • Ciudad Real • Puertollano • Córdoba Central | S112           | 5:39 h                                |
| AVE                      | Barcelona-Sants         | Málaga-María Zambrano  | Campo de Tarragona • Lérida Pirineos • Zaragoza-Delicias • Ciudad Real • Puertollano • Córdoba Central • Puente Genil-Herrera • Antequera-Santa Ana | S112           | 5:43 h                                |
| AVE                      | Barcelona-Sants         | Granada                | Campo de Tarragona • Lerida Pirineos • Zaragoza-Delicias • Ciudad Real • Córdoba • Antequera-Santa Ana • Antequera-A.V • Loja | S112           | 6:30 h                                |
| Avant                    | Barcelona-Sants         | Lérida Pirineos        | Campo de Tarragona | S114           | 1:15 h                                |
| Avant                    | Barcelona-Sants         | Figueras-Vilafant      | Gerona | S103           | 54 minutos                            |
| Avant                    | Zaragoza-Delicias       | Calatayud              | sin paradas | S104           | 30 minutos                            |
| Servicios de ancho mixto |                         |                        | |                |                                       |
| Tren                     | <<                      | >>                     | Paradas intermedias | Material       | Cambiador de ancho                    |
| Alvia                    | Madrid-Puerta de Atocha | Pamplona               | Guadalajara-Yebes • Calatayud • Tudela de Navarra y Tafalla | S120           | Plasencia de Jalón                    |
| Alvia                    | Madrid-Puerta de Atocha | Logroño                | Guadalajara-Yebes • Calatayud • Tudela de Navarra • Alfaro • Calahorra | S120           | Plasencia de Jalón                    |
| Alvia                    | Barcelona-Sants         | San Sebastián          | Campo de Tarragona • Lérida Pirineos • Zaragoza Delicias • Tudela de Navarra • Tafalla • Pamplona • Alsasua • Zumárraga • San Sebastián | S120           | Zaragoza-Delicias                     |
| Alvia                    | Barcelona-Sants         | Bilbao                 | Campo de Tarragona • Lérida Pirineos • Zaragoza Delicias • Tudela de Navarra • Castejón de Ebro • Logroño • Haro • Miranda de Ebro | S120           | Zaragoza-Delicias                     |
| Alvia                    | Barcelona-Sants         | Vigo-Guixar            | Campo de Tarragona • Lérida Pirineos • Zaragoza-Delicias • Tudela de Navarra • Castejón • Tafalla • Pamplona • Vitoria • Miranda de Ebro • Burgos-Rosa Manzano • Palencia • León • Astorga • Bembibre • Ponferrada • El Barco de Valdeorras • La Rua-Petín • San Clodio-Quiroga • Monforte de Lemos • Orense • Porriño • Redondela            | S130           | Zaragoza-Delicias, Burgos y León      |
| Alvia                    | Barcelona-Sants         | La Coruña              | Campo de Tarragona • Lérida Pirineos • Zaragoza Delicias • Tudela de Navarra • Castejón de Ebro • Tafalla • Pamplona • Vitoria • Miranda de Ebro • Burgos-Rosa Manzano • Palencia • León • Astorga • Bembibre • Ponferrada • El Barco de Valdeorras • La Rúa-Petín • San Clodio-Quiroga • Monforte de Lemos • Orense • Santiago de Compostela | S130           | Zaragoza-Delicias, Burgos y León      |
| Alvia                    | Barcelona-Sants         | Salamanca              | Campo de Tarragona • Lérida Pirineos • Zaragoza Delicias • Tudela de Navarra • Castejón de Ebro • Tafalla • Pamplona • Vitoria • Miranda de Ebro • Burgos-Rosa Manzano • Valladolid-Campo Grande • Medina del Campo | S130           | Zaragoza-Delicias                     |